# Charlie Hall (attore 1997)
Charles "Charlie" Hall (Los Angeles, 30 maggio 1997) è un attore statunitense noto principalmente per aver interpretato Jackson nella commedia drammatica HBO Max The Sex Lives of College Girls.

## Biografia
Charlie Hall è nato a Los Angeles, California, dagli attori Julia Louis-Dreyfus e Brad Hall, ha un fratello maggiore, Henry, a sua volta attore e musicista. Dopo essersi diplomato alla Crossroads School for Arts & Sciences di Santa Monica, Hall ha frequentato la Northwestern University, dove si è laureato in radio, televisione e cinema, oltre ad aver giocato a basket nella squadra universitaria, gli Wildcats.
Dopo aver esordito in televisione nella serie televisiva HBO Veep - Vicepresidente incompetente, Hall ha fatto il suo debutto cinematografico nel film di Amy Poehler Girl Power - La rivoluzione comincia a scuola. Nel 2020, ha inoltre realizzato una sua miniserie, Sorry, Charlie, assieme all'amico dei tempi del liceo Jack Price.
Dopo essere comparso in ruoli ricorrenti nelle serie Love, Victor e Single Drunk Female, ha ottenuto il ruolo di Tyler Laramy, un membro della squadra di basket del liceo di Bel-Air nell'omonima serie, reboot di Willy, il principe di Bel-Air.
Nel 2022, Hall si è unito al cast di The Sex Lives of College Girls nel ruolo ricorrente dello studente dell'Essex College Andrew Fuller. Nello stesso anno ha inoltre interpretato il ruolo di Nick nella serie Disney+ Cambio di direzione ed è stato scritturato nel film HBO Max di Jordan Weiss Sweethearts, assieme a Kiernan Shipka e Nico Hiraga.

## Filmografia

### Cinema
- Girl Power - La rivoluzione comincia a scuola (Moxie), regia di Amy Poehler (2021)
- Sweethearts, regia di Jordan Weiss (2024)

### Televisione
- Veep - Vicepresidente incompetente (VEEP) - serie TV, episodio 7x02 (2019)
- Sorry, Charlie - miniserie TV, 4 episodi (2020)
- Love, Victor - serie TV, 10 episodi (2020-2022)
- Single Drunk Female - serie TV, 11 episodi (2022-2023)
- Cambio di direzione (Big Shot) - serie TV, 9 episodi (2022)
- The Sex Lives of College Girls - serie TV, 7 episodi (2022)
- Bel-Air - serie TV, 9 episodi (2022-2023)
- Life & Beth - serie TV, 5 episodi (2024)
- Monsters - serie TV, 4 episodi (2024)

## Doppiatori italiani
Nelle versioni in italiano delle opere in cui ha recitato, Charlie Hall è stato doppiato da:
- Filippo Salvini in Girl Power - La rivoluzione comincia a scuola
- Federico Viola in Single Drunk Female
- Stefano Broccoletti in Bel-Air